# Hybomys trivirgatus
Hybomys trivirgatus é uma espécie de roedor da família Muridae.
Pode ser encontrada nos seguintes países: Costa do Marfim, Gana, Guiné, Libéria, Nigéria e Serra Leoa.
Os seus habitats naturais são: florestas subtropicais ou tropicais húmidas de baixa altitude.
Está ameaçada por perda de habitat.